# تینا فریرا
تینا فریرا (پاندو، ۱۴ مه 1972) رقصنده، روزنامه‌نگار، بازیگر تئاتر و کارناوال است که به خاطر اجرا در کارناوال‌های سراسر اروگوئه شهرت دارد.
او در گروه کارناوال سرپنتینا که از سال ۲۰۰۴ با خوزه دی لیما، مدیر گروه در آن کار کرده است، به عنوان بازیگر اصلی کارناوال کار می‌کند. او جوایز زیادی را برای اجرای خود در این گروه دریافت کرده است. او همچنین به عنوان روزنامه‌نگار برای Caras y Caretas کار می‌کند.